# جديسلاف ميردا
جديسلاف ميردا (1951 - 2020)، هو لاعب كرة سلة بولندي. شارك في منافسات دورة الألعاب الأولمبية الصيفية 1980.
توفي يوم 6 يوليو 2020 عن عمر يناهز 69 عامًا.

## روابط خارجية
- جديسلاف ميردا على موقع الاتحاد الدولي لكرة السلة (الإنجليزية)
- جديسلاف ميردا على موقع الاتحاد الدولي لكرة السلة (الإنجليزية)
- جديسلاف ميردا على موقع الاتحاد الدولي لكرة السلة (الإنجليزية)
- جديسلاف ميردا على موقع سبورتس رفرنس (الإنجليزية)
- جديسلاف ميردا على موقع اللجنة الأولمبية الدولية (الإنجليزية)
- جديسلاف ميردا على موقع أوليمبيديا (الإنجليزية)
- جديسلاف ميردا على موقع اللجنة الأولمبية البولندية (مؤرشف) (البولندية)
- جديسلاف ميردا على موقع اللجنة الأولمبية البولندية (مؤرشف) (البولندية)